# 古沢 (富山市)
古沢（ふるさわ）は、富山県富山市の町名である。古沢地区センターが所在している。

## 特徴
町内にファミリーパークがあり、レジャー業が盛ん。富山大学杉谷キャンパスに近く、アパートマンションや、学生向けの飲食店も多い。

## 地理
呉羽丘陵の西側山麓の集落である。
富山平野の境野新台地(境野新扇状地)に位置し、町内に傾斜がある。
集落の標高は約18mである。
山-呉羽丘陵

## 施設
- 古沢地区センター
- チョリチョリ
- セブンイレブン富山古沢店

## 教育
町内にはないが、富山大学杉谷キャンパスにほど近い。
- 富山市立古沢小学校
- 古沢保育所

## 歴史建造物
- 常照寺

## 観光
- 富山市ファミリーパーク

## 参考出典
『富山県の地名』平凡社

## 交通
- 富山地方鉄道路線バス 16系統

古沢南部バス停など